# سر جزيرة القرد
سر جزيرة القرد هي لعبة مغامرات مرسومة تتبع طريقة التأشير والنقر تم تطويرها ونشرها بواسطة استدوديوهات لوكاس فيلم في عام 1990. تدور أحداثها عن رواية خيالية من منطقة البحر الكاريبي خلال العصر الذهبي للقراصنة . ويأخذ اللاعب دور جويبروش ثريبوود، وهو شاب يطمح لأن يصبح قرصانًا ويستكشف جزرًا خيالية بينما يحل الألغاز.
وفي عام 1988، تم تصميم اللعبة بواسطة رون غيلبرت الذي يعمل في شركة لوكاس فيلم، وشاركه في تصميمها كل من تيم شيفير و ديف غروسمان . و أدى إحباط جيلبرت لعناوين المغامرة إلى ان يجعل من موت اللاعب امر اقرب للمستحيل، مما يبين أن طريقة اللعب تركزت على الاستكشاف. وكان جو اللعبة قائم على ركوب المتنزه الترفيهي الخاص بقراصنة الكاريبي . وكانت اللعبة هي الخامسة التي تم تصميمها باستخدام محركات SCUMM ، والذي تم تعديله بشكل كبير ليضمن واجهة ميسرة للمستخدم.
وقد جاءت الإصدارات الأولى من اللعبة مع نظام حماية ضد النسخ. وتم توفير عجلة من الكرتون المقوى، تسمى "Dial-a-Pirate"، اذ يجب على اللاعب أن يطابق القرصان الظاهر على الشاشة مع تلك العجلة.
واثنى النقاد على لعبة سر جزيرة القرد لما تملكه من دعابة واشادوا على الوسائل السمعية و البصرية وعلى طريقة اللعب فيها. والعديد من وسائل النشر ادرجتها ضمن أعظم ألعاب الفيديو على الإطلاق  وأنتجت اللعبة عددًا من الاجزاء والمعروفة ككل باسم سلسلة جزيرة القرد . وعمل جيلبرت وشافر وغروسمان على تطوير الجزء الثاني من لعبة حزيرة القرد الجزء الثاني - انتقام ليتشاك. وأصدرت لوكاس ارت نسخة جديدة من النسخة الأصلية في عام 2009 ، والتي حصدت قبولا أيضًا من قبل صحافة الألعاب.

## اللعب
سر جزيرة القرد هي لعبة مغامرات ثنائية الأبعاد يتم اللعب فيها من منظور الشخص الثالث عن طريق التأشير والنقر، ويتوجه فيها بطل الرواية واللعبة جويبروش ثريبوود من خلال عالم يتفاعل مع البيئة من خلال اختيار امر من بين اثني عشر أمرًا، وتسعة من الاختيارات تتواجد في الاصدارات الاحدث كـ«تحدث إلى» للتحدث مع الشخصيات وكـ«التقاط»لجمع العناصر والأوامر والكائنات من أجل حل الألغاز بنجاح والتقدم في اللعبة. ومن خلال التحدث مع الشخصيات يمكن للاعب الاختيار بين موضوعات الحديث الموجود في شجرة الحوار ؛ وتعد اللعبة واحدة من الألعاب السباقة التي تمتلك مثل هذا النظام. وكثيرًا ما يتم يتوقف اللعب داخل اللعبة بسبب المشاهد التفاعلية. وكمثل ألعاب المفامرات الأخرى من لوكاس ارت تتميز لعبة سر جزيرة القرد بفلسفة تصميمية تجعل من موت اللاعب شي اشبه بالمستحيل و من الامثل على ذلك (غرق جويبروش تحت الماء وبقائه هناك لأكثر من عشر دقائق).

## الحبكة
يصل شاب اسمه جويبروش ثريبوود إلى جزيرة خيالية فوضاوية، رغبتا منه ان يصبح قرصاناً. ويسعى للبحث عن القراصنة قادة جزيرة الذين وضعوا له ثلاث اختبارات يجب عليه ان ينهيها ليصبح قرصانًا; اولا الفوز في مبارزة بالسيف ضد كارلا ،و الفوز على صناع السيوف المقيم في الجزيرة والعثور على الكنز المدفون وسرقة وثن ثمين من قصر الحاكم. لتأخذ هذه المهام جويبروش في شتى أنحاء الجزيرة حيث يسمع عن قصص شبح القراصنة ليتشاك، والذي توفي في رحلة استكشافية في جزيرة القرد الغامضة، وهو فعل كان من المفترض أن يكسبه حب الحاكم إيلين مارلي . ويلتقي جويبروش بالكثير من الشخصيات المهمة ،وبالإضافة إلى كهنة الفودو المحليين، يلتقي بستان بائع القوارب المستعملة، وكارلا سيد السيوف، والتقى بسجينين هما أوتيس وميثوك، الذين تم استبدال أيديهم بخطافات.
تواجه غيبروش مع الحاكمة وتعرضت للضرب من قبله على الفور، وسرعان ما ترد هيا بالمثل، ورغم ذلك، بينما ينهي المهمات المطلوبة منه، تتم مهاجمة الجزيرة من قبل ليتشاك وطاقمه الذين لم يرحلوا ، وهم أيضا من اختطف إيلين ثم ذهبوا إلى مخبئهم السري في جزيرة القرد. و يتحمل غيبروش مسؤولية إنقاذها ، واشترى سفينة واستئجر كل من كارلا وأوتيس وميثوك كطاقم قبل الإبحار إلى الجزيرة الأسطورية. وعندما يصل غيبروش إلى جزيرة القرد، يكتشف قرية لأكلي لحوم البشر في خلاف مع هيرمان توثروت منبوذ انقطعت به السبل على الجزيرة. وقد قام بحل نزاعهم ، ثم استطاع ان يستعيد «جذور الفودو» السحرية من سفينة ليتشاك ليعيدها لأكلي لحوم البشر الذين يعطونه زجاجة سيلتزر من «جذر الفودو الجوهرية» التي من الممكن أن تقتل الأشباح.
و عندما عاد غيبروش إلى سفينة ليتشاك حاملا الإكسير، كان على علم بأن ليتشاك قد عاد إلى جزيرة ميلي للزواج من ايلين في الكنيسة. ويعود هوا بدوره إلى جزيرة ميلي لينهي حفل الزفاف، فقط من اجل ان يفسد خطة إيلين على هروب؛ وفي خلال هذه العملية يفقد الإكسير. والآن في مواجهة ليتشاك الغاضب، ويتعرض غيبروش لهزيمة وحشية على يد قرصان الأشباح في معركة امتدت عبر الجزيرة. وليصل القتال في نهاية الامر إلى متجر السفن بالجزيرة، حيث يجد غيبروش زجاجة من بيرة الجذور . ويستبدل المشروب بالإكسير الذي نفذ ، ويسكبه على ليتشاك ويدمر شبح القرصان. ومع هزيمة ليتشاك، يحظى غيبروش و الين بلحظات رومانسية ، ويشاهدان الألعاب النارية التي تسبب فيها انفجار ليتشاك .

## التطور
في عام 1988 يخطر في بال رون جيلبرت فكره الا وهيا لعبة مغامرات القراصنة، وبعد أن أكمل زاك مكراكين وأليان مايندبندرز كتب أول أفكار قصته عن القراصنة بينما كان يقضي عطلة نهاية الأسبوع في منزل أحد اصدقائه. وجرب جيلبرت ان يكتب فقرات تمهيدية ليجد فكرة مرضية. وتميزت أيضا قصته الأولى بأشرار لم يتم تسميتهم والذين سيعرفون في النهاية بليتشاك و الين؛ وقد كان غيبروش كان غائبًا في هذا الوقت. وعرض افكاره على فريق عمل لوكاس فيلم للالعاب على شكل سلسلة من القصص القصيرة. ولقيت فكرة جيلبرت اقبالا حارًا ، ولكن تم تأجيل الإنتاج لأن لوكاس فيلم للالعاب بسبب انها لم تملك مصممين متفرغين، بما في ذلك جيلبرت الذي كان يعمل على إنديانا جونز والحملة الصليبية الأخيرة: مغامرة الجرافيك . في عام 1989، تم الانتهاء من تطوير الحملة الصليبية الأخيرة، مما يسمح لجيلبرت في البدء بإنتاج لعبة سر جزيرة القرد، والتي كانت معروفة تحت عنوان تمرد في جزيرة القرد.

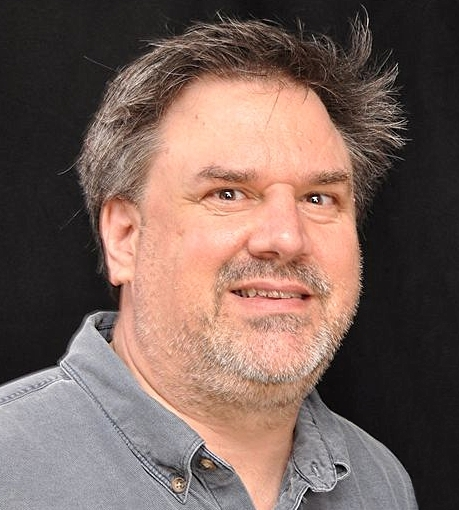
قاد رون جيلبرت تطوير اللعبة وصمم حبكتها (صورة 2011).

و سرعان ما اكتشق جيلبرت أنه سيكون من المستحيل تصميم اللعبة بمفرده فقط؛ وقرر ان ينضم إلى تيم شافر وديف غروسمان، وكلاهما موظفين في شركة بوكاس فيلم. وتأثرت طريقة القتال بالسيوف في اللعبة بأفلام من بطولة ايرول فلين، والتي شاهدها كل من جيلبرت وشافر وغروسمان في اوقات عديدة للحصول على الاثارة. وقد لاحظوا بأن القراصنة في تلك الأفلام عادتا ما يسخرون من خصومهم عوضا عن مهاجمتهم، مما قد للمصممين فكرة عمل مبارزات مليئة بالإهانات بدلاً من القتال. وساعدهم الكاتب أورسون سكوت كارد على كتابة الإهانات خلال زيارة لمقر لوكاس فيلم في مزرعة سكاي ووكر. وتم ترك العديد من أفكار اللعبة الأصلية من قبل جيلبرت أثناء عملية الإنتاج، على الرغم من أنه قال أن «معظم هذه الأشياء تم استبعادها لسبب».
وكما وصف ديف غروسمان عن حبكة اللعبة: «إنها قصة لشاب يأتي إلى جزيرة باحثًا عن حلم حياته; و يتابع أهدافه المهنية ويكتشف الحب من خلالها، وينتهي به الأمر إلى التأمل في واقعه و انه أكثر أهمية مما كان عليه في البداية. أنت تضحك، ولكن في الواقع هناك شيء أعمق يحدث أيضًا.»  وعندما بدأ العمل على الحبكة ، وجد جيلبرت أن أسلوب كتابة شيفر وجروسمان كانتا مختلفتين بشكل كبير، حيث انه لا يمكنهما تكوين وحدة متماسكة: كان أسلوب غروسمان يعتمد على «نوعًا من الفكاهة المعقدة والساخرة» وكان أسلوب شيفر«أكثر حرار بقليل من ذلك». وكرد فعل ، عيّنهم جيلبرت بشخصيات مختلفة ولحظات في القصة تعتمد على نوع الكوميديا المطلوبة في كل دور. ويظن غروسمان أن هذا قد يفيد في كتابة اللعبة، حيث كان هو وشافر «مضحكين بطرق مختلفة قليلاً ، وقد ينجح الأمر على نحو جيد إذا كنا معًا». وكتب شيفر وغروسمان معظم الحوارات أثناء قيامهما ببرمجة اللعبة؛ وبسبب ذلك ، كان الكثير من الحوارات مرتجله. واستندت بعض الحوارات إلى تجارب واجهت المصممين شخصياً، مثل عبارة غيبروش «كان لدي شعور سيئ في داخلي بأنه سيكون هناك عيش الغراب» ، والذي جاء بسبب عدم حب شافر للفطريات.
صممت اللعبة و الشخصيات بواسطة جيلبرت وبعد قرائته لرواية تيم باورز الخيالية التاريخية على المد والجزر الغريب قرر ادخال ظواهر خارقة للطبيعة إلى اللعبة، وكما اشار اليه من كتاب باورز كتأثير على الشخصيات ولا سيما على شخصية جويبروش وشخصية ليتشاك، وجاء استوحاء أجواء اللعبة من ملاهي جيلبرت المفضلة اثناء طفولته الا وهي قراصنة الكاريبي. ويقول غروسمان إن جيلبرت أراد دائمًا «الابتعاد عن الإبحار» أو «التحدث إلى الذين ينتمون إلى ذلك العالم». وقبل الانتهاء من أعمال التصميم، يقدم جيلبرت عدة شخصيات ثانوية ليس لها ارتباط بشكل مباشر بقصة اللعبة، وقد اعتبر هذا قرارًا هاماً، حيث انه سيحتاج اللاعب إلى تلك الشخصيات التي تبدو ثانوية في مراحل لاحقة في اللعبة وستتاح له الفرصة على «التفاعل معها بشكل أكبر».

### التصميم الإبداعي والتقني

قام المطورون بتضمين شخصية من Loom (عنوان آخر لـ Lucasfilm Games عام 1990). عند الاقتراب من المحادثة ، تشجع الشخصية اللاعب على شراء Loom.

كان الهدف الرئيسي لـ جيلبرت وشافر وغروسمان هو عمل نموذج لعب اولي في المتناول وأكثر سهولة من تلك المتواجدة في عناوين لوكاس فيلم السابقة. وضع جيلبرت التصاميم والألغاز الاساسية قبل بدء الإنتاج مما اسفر عن افساح المجال للمصممين لتجسيد أفكاره. وقد شعر بخيبة امل بسبب ألعاب المغامرات التي كانت سييرا أون لاين تصدرها انذاك، وقال لاحقًا «أنت تنتهي في أي وقت ترتكب فيه أي خطأ». واعتبر جيلبرت أسلوب اللعب هذا «مخرج رخيص للمصممين». وسبق له أن طبق تصاميمه على المغامرة الرسومية القصر المجنون في عام 1987، ولكنه يظن أنه ارتكب عددًا من الأخطاء أثناء تطوير التصاميم، كالنهايات المسدودة التي حالت دون ان ينهي اللاعب اللعبة وضعف التنفيذ للقطات. وحاول جيلبرت ان يتجنب مثل تلك الأخطاء في سر جزيرة القرد. وقرر الفريق ان يجعل من موت الشخصية امر مستحيل مع استثناء واحد بارز، الا وهو صب كل التركيز في اللعبة على استكشاف العالم. وكانت شاشة لعبة سيرا محض للسخرية، اذ عندما سقط غيبروش من جرف ليقفز مرة أخرى بواسطة «شجرة مطاطية». ويمكن أيضًا قتل غيبروش بالغرق على الرغم من أنه من المستبعد ايجاد بيضة عيد الفصح دون بذل مجهود كبير.
وكانت لعبة سر جزيرة القرد هو المشروع الخامس لشركة لوكاس فيلم للأبعاب ، والذي يعتمد على محرك SCUMM الذي تم تطويره ليشمل لعبة القصر المهووس. وقامت الشركة بتعديل المحرك شيئا فشيئا منذ اصداره. وفيما يخص القصر المهووس، قام المطورين بعمل ترميزات صعبة في SCUMM لفعل الأوامر على شكل لغة برمجية نصية . وتصبح هذه الأوامر أكثر نظرية في الإصدارات التالية للمحرك. وواصل المطورون ممارسة الإشارة إلى ان الأجزاء الفردية في عالم اللعبة على أنها «غرف»، رغم ان المناطق في جزيرة القرد كانت مكشوفة في الهواء الطلق. وتستخدم اللعبة نفس إصدار المحرك المستخدم في إنديانا جونز والحملة الصليبية الأخيرة، مع القليل من التغييرات الخفيفة . وتمت إضافة شجرة حوار تسهل خيارات المحادثة وألغاز القتالات بالسيف. وقام المطورون بإزالة خيار «ماهو!» (أمر يصف الكائن الذي يأتي في الشاشة ) لصالح اللاعب، مما يسمح للاعب ان يميز الكائن ببساطة بمجرد وضع بمؤشر الماوس على الكائن. وأصبحت الواجهة المعدلة للعبة هي أحد اسباب الألقاب التي تأتي للشركة. وقدمت اللعبة أيضًا افعال مختصرة بشكل منطقي اذ يمكن إجراؤها مستخدما الماوس؛ وعلى سبيل المثال، يؤدي النقر فوق الشخصية إلى الإعدادات الافتراضية لإجراء «تحدث» ، وهو الإجراء الأكثر وضوحًا في هذه الحالة. وقد تم تحديث هيئة اللعبة من SCUMM - اذ كان إصدار EGA الأصلي بحجم 320 × 200  بكسل، وقدمت الالوان من خلال 16 لون. ووفقًا للفنان ستيف بورسيل، أصبح ذلك عائقا على الفريق الفني، بسبب قلة عدد الألوان «الفظيعة»، فقد اختاروا درجات الوان غريبة ودرجات الوان أكثر غرابة للخلفيات. ولقد اختاروا الأسود والأبيض لملابس غيبروش لنفس سبب نقص الالوان. وقام إصدار VGA بتصحيح هذه المشاكل من خلال دعمهم بإضافة 256 لونًا مما يسمح بجعل الخلفيات أكثر تقدمًا وفنًا وللشخصيات أيضا. وأزالت VGA (وإصدارات النظام الأساسي الأخرى) «نكتة الجدعة» المخزية من اللعبة، والتي كانت مزحة في إصدار EGA حيث يفحص اللاعب جذع شجرة في الغابة. اذ يصرخ غيبروش بأن هناك فتحة لنظام سراديب الموتى مع امكانية المحاولة للدخول، ولكن هذا سيؤدي إلى عرض رسالة تشير إلى بأن اللاعب يحب عليه إدخال القرص رقم 22 ، ثم 36 ، ثم 114 من أجل المتابعة. وأدت هذه النكتة إلى الكثير من المكالمات على الخط الساخن للوكا فيلم للسؤال عن الأقراص المفقودة. واثر ذلك، تمت إزالة النكتة من الإصدارات التالية وتم وضعها كخيار محادثة في الخط الساخن للوكاس فيلم في التكملة.
موسيقى "قراصنة الريغي" الخاصة بلعبة سر جزيرة القرد تم انتاجها من قبل الموسيقي المحلي لشركة لوكاس فيلم للألعاب مايكل لاند بتنسيق MIDI. وكان هذا هو أول مشروع له في الشركة. وتم إصدار اللعبة في بادئ الامر على القرص المرن في عام 1990، وفي عام 1992 تم إصدار نسخة مضغوطة ذات جودة عالية على قرص مضغوط. وظلت الموسيقى ذات شعبية كبيرة، وتم إعادة مزجها من قبل موسيقيي فيركلوكيد ريمكس ومحبي اللعبة.

## المراجعات

عرض The Secret of Monkey Island في معرض The Art of Video Games

### الإصدار الخاص
في يوليو 2009، أصدرت لوكاس ارت نسخة جديدة مع تحديث للمؤثرات الصوتية والبصرية تحت عنوان سر جزيرة القرد: إصدار خاص، وكان الإصدار حصريًا لكل من ايفون ومايكروسفت ويندوز واكس بوكس 360  عن طريق التوزيع الرقمي. وأكدت لوكاس ارت على تطوير اللعبة في 1 يونيو 2009 ؛ و ظهرت الشائعات قبل عدة أيام عندما حصلت اكس بوكس 360 على نسخة من اللعبة و على تصنيف USK.  وفي يونيو 2009، تم عرض اللعبة لأول مرة للجمهور في E3 . ويتميز الإصدار الجديد بمؤثرات بصرية مرسومة يدويًا تتمتع بالكثير من التفاصيل، وتتميز أيضا بنوتة موسيقية مُعاد إتقانها، وعمل صوتي للشخصيات ، ونظام تلميح. وقام المطورون أيضا بتضمين وظيفة التبديل بين نسخة عام 2009 والنسخة الأصلية حسب الرغبة. وكان مؤديين الاصوات هم دومينيتش أرماتو عنجويبروش ثريبوود و إيرل بوين عن ليتشاك. وقدم معظمهم عملًا صوتيًا في تكملات سر جزيرة القرد .

ونظر منتجي ألعاب لوكاس ارت كريج ديريك وفريقه إلى فكرة إعادة إنتاج اللعبة من جديد في عام 2008. وبعد البحث في تاريخ سلسلة <i id="mwARI">جزيرة القرد</i> قرروا عمل «شيء جديد مع التمسك بالأصل»، والتي أسفرت عن فكرة سر جزيرة القرد بحلة جديدة وحاول المطورون الإبقاء على الكثير من التصميم الاصلية القديمة دون تغييرها. وكان الهدف من أي تغييرات هو تحقيق مستوى الانخراط الكامل للنسخة الاصلية. ولبلوغ تلك الغاية، أضافوا تفاصيل مثل سفينة قراصنة أو قراصنة يتحدثون في الخلفية. وبينما يعتقد فريق العمل أن واجهة SCUMM تعتبر واجهة ثورية انذاك، أشار مدير مجتمع لوكاس آرتس بروكس براون إلى أنها لا تتوافق مع وحدة التحكم التناظرية ( التناظرية تعني وحدة التحكم التي تعتمد على المحاور الموجودة في المنتصف)، والتي تستخدمها معظم وحدات التحكم. وقد قام المصممون بجعل المؤشر يتماشى مع سياق كائنات اللعبة كواجهة أساسية. وكان براون قد فكر في تحديث المرجع للإعلان عن حرب النجوم القوة المتحررة لأن لووم لم يكن معروضًا في الاسواق حينها، ولكنه توصل إلى أن اللعبة لن تكون كما هي نفسها إذا اضيفت لها هذه التغييرات. وقبل الإصدار الخاص أعلنت لوكاس ارت أن لووم ، ستكون جنبا إلى جنب مع ألالعاب ألاخرى من قائمتها الخلفية وستكون متاحة على ستيم. واعلن براون أن قرار توزيع اللعبة على الإنترنت كان بسبب «ان تنزيل الرقميات أصبح ممكناً اخيرا».